# IC 796
IC 796 ist eine linsenförmige Galaxie vom Hubble-Typ S0/a im Sternbild Haar der Berenike  am Nordsternhimmel. Sie ist schätzungsweise 68 Millionen Lichtjahre von der Milchstraße entfernt und hat einen Durchmesser von etwa 30.000 Lichtjahren. Die Galaxie ist unter der Katalognummer VCC 1188 als Mitglied des Virgo-Galaxienhaufens gelistet.
Im selben Himmelsareal befinden sich u. a. die Galaxien NGC 4489, NGC 4498, NGC 4502, IC 792.
Das Objekt wurde am 25. April 1892 vom französischen Astronomen Stéphane Javelle entdeckt.